# Trilogía europea
La trilogía europea o trilogía Europa, es una trilogía de películas escrita y dirigida por Lars von Trier, que comprende sus tres largometrajes: El elemento del crimen (1984), Epidemic (1987) y Europa (1991). Las películas no son una trilogía narrativa, más bien están unidas por temas comunes y exploraciones estilísticas. El tema general de la trilogía puede ser tomado como la crisis social y traumas de Europa en el futuro. Cada una de las tres películas sigue a un personaje cuyas acciones idealistas, en última instancia, perpetúan el problema que pretendía resolver. La trilogía EE. UU. - Tierra de Oportunidades de Von Trier también se ocupa del colapso social evidente y de los efectos negativos de las intervenciones de los individuos idealistas. La trilogía también experimenta con las convenciones del cine negro y explora la hipnosis y la relación entre la realidad y la irrealidad.